# 富善邨巴士總站
富善邨巴士總站是香港大埔富善邨的一個巴士總站，位於富善中心旁邊。

## 總站路線

### 九龍巴士71S線
- 富善邨 ↺ 廣福邨（循環線）

祗在星期日及公眾假期提供服務。途經港鐵大埔墟站。

### 九龍巴士73X線
- 荃灣（如心廣場） ↔ 大埔（富善）

每日提供服務。途經大埔中心、大埔墟、廣福邨、城門隧道、梨木樹邨、昌榮路、大窩口、荃灣市中心。

### 九龍巴士73D線(下午班次)
- 荃灣（如心廣場） → 大埔（富善）

### 九龍巴士75X線
- 富善邨 ↔ 九龍城碼頭

每日提供服務。途經大埔中心、大埔墟、廣福邨、大老山隧道、新蒲崗、黃大仙、橫頭磡、九龍城、土瓜灣。

### 九龍巴士275X線
- 富善邨 ↔ 紅磡（紅鸞道）

於2023年8月14日開辦，途經大埔中心、大埔墟、廣福邨、大老山隧道、新蒲崗、九龍城、土瓜灣及紅磡，只限平日繁忙時間服務，原本為75X的特別班次更改編號及行車路線而成。

### 九龍巴士K17線
- 大埔墟站 ↔ 富善

祗在平日提供服務。直接往返總站，中途不停站。

## 途經路線

### 九龍巴士71K線
- 太和 ↔ 大埔墟站

往大埔墟站方向途經此站，每日提供服務。離開此站後途經廣福邨、運頭塘邨、大埔墟。

### 九龍巴士271、271B線
- 271:大埔（富亨） ↔ 佐敦（西九龍站）

往西九龍站方向途經此站，每日提供服務。離開此站後途經大埔中心、大埔墟、廣福邨、九龍塘、何文田、油麻地、尖沙咀。
- 271B:大埔（富亨） ↔ 佐敦（西九龍站）(經白石角、香港科學園)

往西九龍站方向途經此站，星期一至五繁忙時間提供服務。離開此站後途經大埔中心、大埔墟、廣福邨、白石角、香港科學園、九龍塘、何文田、油麻地、尖沙咀。

### 九龍巴士272P線
- 大埔（富亨） ↔ 葵興站

往葵興站方向途經此站，祗在平日繁忙時間提供服務。離開此站後途經大埔中心、大埔墟、運頭塘邨、廣福邨、白石角、香港科學園、青沙公路、長沙灣、荔枝角站、美孚、葵涌道及葵芳。

### 九龍巴士N271線
- 富亨 ↔ 紅磡站

往紅磡站方向途經此站，每日深夜提供服務。離開此站後途經大埔中心、大埔墟、運頭塘邨、廣福邨、源禾路、沙田市中心、新田圍邨、獅子山隧道、九龍塘、何文田、油麻地、尖沙咀、尖沙咀東部。

## 本站設施
總站設有三個巴士候車處，以及一個供新界的士使用的的士站，另在總站出口的一段安埔路設有一個巴士候車處。

## 使用狀況
附近人口密集，鄰近商場主要店舖，加上路線四通八達，故總站人流相當不俗。

## 車坑分佈
| 車坑分佈（以入口最左邊起計） | 車坑分佈（以入口最左邊起計） | 車坑分佈（以入口最左邊起計）   |
| 車坑編號                     | 車坑數目                     | 路線                           |
| ---------------------------- | ---------------------------- | ------------------------------ |
| 1                            | 雙坑                         | 九龍巴士73X線                  |
| 2                            | 單坑                         | 九龍巴士75X、275X線            |
| 3                            | 單坑                         | 九龍巴士71S、272P線            |
| 4                            | 單坑                         | 九龍巴士71K、271、271B、N271線 |
| 5                            | 三坑                         | 的士站、行車通道               |

## 主要服務
- 富善邨
- 怡雅苑
- 明雅苑
- 新興花園